# Ruta 237 (Costa Rica)
La Ruta 237, oficialmente Ruta Nacional Secundaria 237, es una ruta nacional de Costa Rica ubicada en la provincia de Puntarenas.

## Descripción
En la provincia de Puntarenas, la ruta atraviesa el cantón de Buenos Aires (el distrito de Potrero Grande), el cantón de Coto Brus (los distritos de San Vito, Aguabuena, Limoncito), el cantón de Corredores (el distrito de Corredor).